# Кабве
Ка́бве (англ. Kabwe, до 1965 — Бро́кен-Хилл, Broken Hill) — город в центральной Замбии, административный центр Центральной провинции.

## География
Город расположен к примерно в 140 км к северу от столицы страны Лусаки, на высоте 1182 м над уровнем моря.

## Климат
| Показатель                    | Янв. | Фев. | Март | Апр. | Май  | Июнь | Июль | Авг. | Сен. | Окт. | Нояб. | Дек. | Год  |
| ----------------------------- | ---- | ---- | ---- | ---- | ---- | ---- | ---- | ---- | ---- | ---- | ----- | ---- | ---- |
| Средний суточный максимум, °C | 27,0 | 27,0 | 27,0 | 26,5 | 25,2 | 23,7 | 23,5 | 26,1 | 29,8 | 31,3 | 29,8  | 27,3 | 27,0 |
| Средняя температура, °C       | 21,1 | 21,0 | 20,7 | 20,0 | 17,8 | 15,9 | 15,9 | 18,4 | 22,1 | 24,1 | 23,0  | 21,3 | 20,1 |
| Средний суточный минимум, °C  | 17,3 | 17,4 | 16,5 | 14,4 | 11,4 | 13,1 | 8,7  | 10,9 | 14,5 | 17,1 | 17,6  | 17,5 | 14,7 |
| Норма осадков, мм             | 234  | 179  | 100  | 27   | 4    | 0    | 0    | 0    | 0    | 18   | 91    | 251  | 904  |
| Источник: World Climate       |      |      |      |      |      |      |      |      |      |      |       |      |      |

## История
После открытия в 1902 году в районе Брокен-Хилл месторождений цинка началось строительство инфраструктуры для добычи и переработки цветных металлов (свинца, цинка и ванадия). В 1903 году была создана компания «Rhodesian Broken Hill Development Company», обслуживавшая интересы отрасли. К 1906 году в городе была построена железная дорога, управлявшаяся компанией «Rhodesian Railways», в Брокен-Хилл было создано её северное отделение — крупнейшее по численности рабочих предприятие города после рудников. В 1909 году дорога была проложена до города Ндола, ставшего в конце 1920-х годов центром меденосного пояса в Северной Родезии.
В 1921 году в одном из рудников в районе Брокен-Хилл были найдены останки ископаемого человека, названного «брокен-хиллский человек», или «родезийский человек».
В 1924 году для обслуживания рудников была построена одна из первых в Африке гидроэлектростанций на реке Мулунгуши, в 51 км к юго-востоку от Кабве.

## Экономика и транспорт
Кабве — крупный транспортный узел (автомобильный и железнодорожный транспорт), через который проходит главный транспортный путь страны — «Великая северная автодорога», которая стала частью трансафриканских шоссе Каир-Кейптаун, и участка шоссе Бейра-Лобиту. В Кабве находится штаб-квартира компании «Железные дороги Замбии», поэтому он связан железнодорожной линией с городами Лусака, Ндола, Ливингстон, Капири-Мпоши, Мпика. Имеется аэропорт.
В близлежащих районах выращивают кукурузу и табак. В 1980-х годах была построена текстильная фабрика с участием китайского капитала, закрытая в 2007 году. После закрытия в 1990-х годах рудника по добыче свинца и цинка, экономическое положение в городе ухудшилось. По данным института Блэксмита, Кабве в 2007 году входил в десятку самых загрязнённых мест на планете.

## Население
По данным на 2013 год численность населения составляет 223 673 человека.
Динамика численности населения города по годам:
| 1990    | 2000    | 2013    |
| ------- | ------- | ------- |
| 154 318 | 176 758 | 223 673 |

## Известные уроженцы и жители
- Уилбур Смит (род. 1933) — южноафриканский писатель, автор исторических и приключенческих романов.